# Victor Audouin
Victor Audouin (Parigi, 27 aprile 1797 – Parigi, 9 novembre 1841) è stato un entomologo, ornitologo e aracnologo francese.

## Biografia
Studiò a Parigi medicina, scienze naturali e farmacia. Fu discepolo di George Cuvier e dal 1824 assistente di Pierre André Latreille in qualità di professore di entomologia del Museo di Storia Naturale di Parigi, succedendogli nel 1833. Nel 1838 venne nominato membro dell'Accademia delle Scienze di Francia.
Il suo lavoro principale, Histoire des insectes nuisibles à la vigne.... del 1842, venne completato dopo la sua morte da Henri Milne-Edwards e Émile Blanchard. Altri suoi studi vennero pubblicati sulla rivista Annales des sciences naturelles (fondata con Adolphe Théodore Brongniart e Jean-Baptiste Dumas nel 1824) e sulla rivista Société entomologique de France, della quale fu uno dei fondatori nel 1832.
Audouin ha anche contribuito ad altri rami delle scienze naturali. Fu coautore del Dictionaire Classique d'Histoire Naturelle del 1822, e collaborò con Henri Milne-Edwards in uno studio sugli animali marini delle acque interne della Francia. Ha anche portato a termine la sezione ornitologica Marie Jules César Savigny del volume Description de l'Égypte del 1826.
Il 5 gennaio 1840 divenne socio dell'Accademia delle scienze di Torino.

## Opere
- Histoire des insectes nuisibles à la vigne et particulièrement de la Pyrale qui dévaste les vignobles des départements de la Côte-d'Or, de Saône-et-Loire, du Rhône, de l'Hérault, des Pyrénées-Orientales, de la Haute-Garonne, de la Charente-Inférieure, de la Marne et de Seine-et-Oise, avec l'indication des moyens qu'on doit employer pour la combattre... Paris, Fortin, Masson, 1842

## Taxa descritti
Ha descritto e denominato, in ordine alfabetico, i seguenti generi:
- Argiope AUDOUIN, 1826

e le seguenti Specie:
- Aculepeira armida AUDOUIN, 1826
- Araneus circe AUDOUIN, 1826
- Larinia chloris AUDOUIN, 1826
- Singa lucina AUDOUIN, 1826

solo per quanto riguarda i ragni della Famiglia Araneidae.

## Denominati in suo onore
- Audouinia BRONGNIART, 1826 famiglia delle (Bruniaceae), appartenente alle Euasterids
- Audouinella BORY, 1823 alga delle Acrochaetiaceae
  - Gasteracantha audouini Guerin, 1838 (Araneidae)
  - Audouinia capitata BRONGNIART, 1826 famiglia delle (Bruniaceae), appartenente alle Euasterids
  - Perrierella audouiniana BATE, 1857 famiglia Lysianassidae dell'Ordine Amphipoda
  - Emetha audouini MILNE-EDWARDS, 1840 famiglia Cymothoidae dell'Ordine Isopoda